# Quenne
Quenne – miejscowość i gmina we Francji, w regionie Burgundia-Franche-Comté, w departamencie Yonne.
Według danych na rok 1990 gminę zamieszkiwało 440 osób, a gęstość zaludnienia wynosiła 50 osób/km² (wśród 2044 gmin Burgundii Quenne plasuje się na 501. miejscu pod względem liczby ludności, natomiast pod względem powierzchni na miejscu 996.).